# Prepad festival
Prepad festival je omladinski festival alternativne kulture koji se od juna 2021. godine održava u različitim prostorima u Beogradu. Festival je osmislila grupa mladih autora, u saradnji sa Anom Nedeljković, urednicom edukativnog programa Kulturnog centra Beograda.
Festival nastaje iz potrebe mladih ljudi, uglavnom srednjoškolaca, da podele svoje stvaralaštvo sa beogradskom publikom, ali i da povežu mlade ljude kojima je potreban prostor za izlaganje.
Prepad je organizovan tako da traje tri dana, tokom kojih program obuhvata izložbe, projekcije filmova, koncerte i čitanje poezije.

## Program festivala

#### Subota 5. jun
Izložba
- Vlad Pisanjuk, Danica Bubalo, Anđela Tasić, Teodora Radak, Kosara Luketić, Andreja Stanković

Projekcije filmova
- 15.00 „Svetlo kargire“- Mihajlo Malešev
- 15.15 „Čajanka“ – Mihajlo Malešev
- 15.40 „Čežnja“- Andrej Tomin
- 16.05 „Visitor“ i „Monophobia“-Olga Krstić

#### Nedelja 6. jun
Poezija
- 18.00 – Vlad Pisanjuk

Koncerti
- 18.15 –  Aleksa Živić i Olga Krstić
- 18.30 – RinRin
- 18.50 – Relja Peršić
- 19.10 – Kahuna
- 19.30 – There There
- 20.30 – Daze

## Prehlad festival
Prehlad  je nastao 2022. godine kao zimska verzija Prepad festivala, odžava se u februaru, program festivala Prehlad:Film:
- Maša Rudović
- Luka Mihailović
- Andrej Benčina

Muzika:
- Jovan Radovanović
- Ubili su batlera
- Nikola Trišić
- Tamara Stojanović

Fotografija:
- Helena Jovanović
- Emilija Kosić
- Nika Milinović
- Andrej Tasevski
- Mina Budimirović

Likovne umetnosti:
- Ana Božičković
- Jana Terzić
- Milica Đorđević
- Jovana Preradović
- Iva Šerović
- Lea Balaževski

Poezija:
- Mina Simendić
- Ivana Jovanović
- Dimitrije Nikolić
- Vuk Vujčin
- Vuk Popadić
- Nemanja Lukić
- Andrija Ratković
- Jana Kitić
- Tijana Šakić
- Maša Petrović
- Jana Drobnjaković